# Kreis Rostock-Land

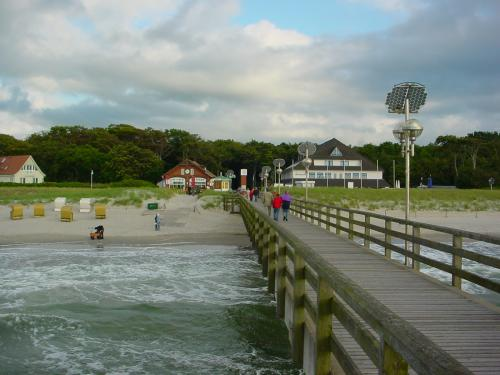
Graal-Müritzer Seebrücke

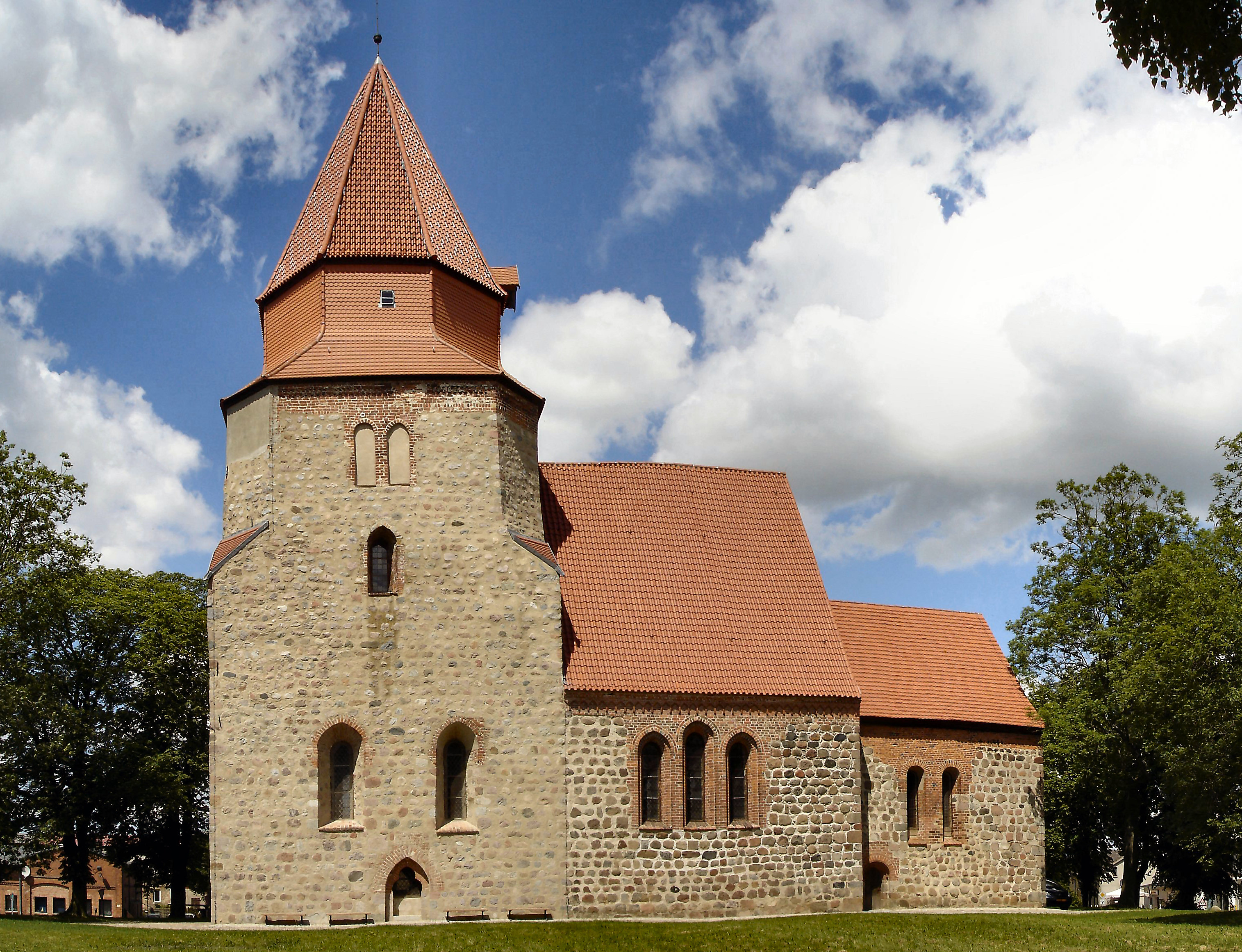
Dorfkirche Kavelstorf

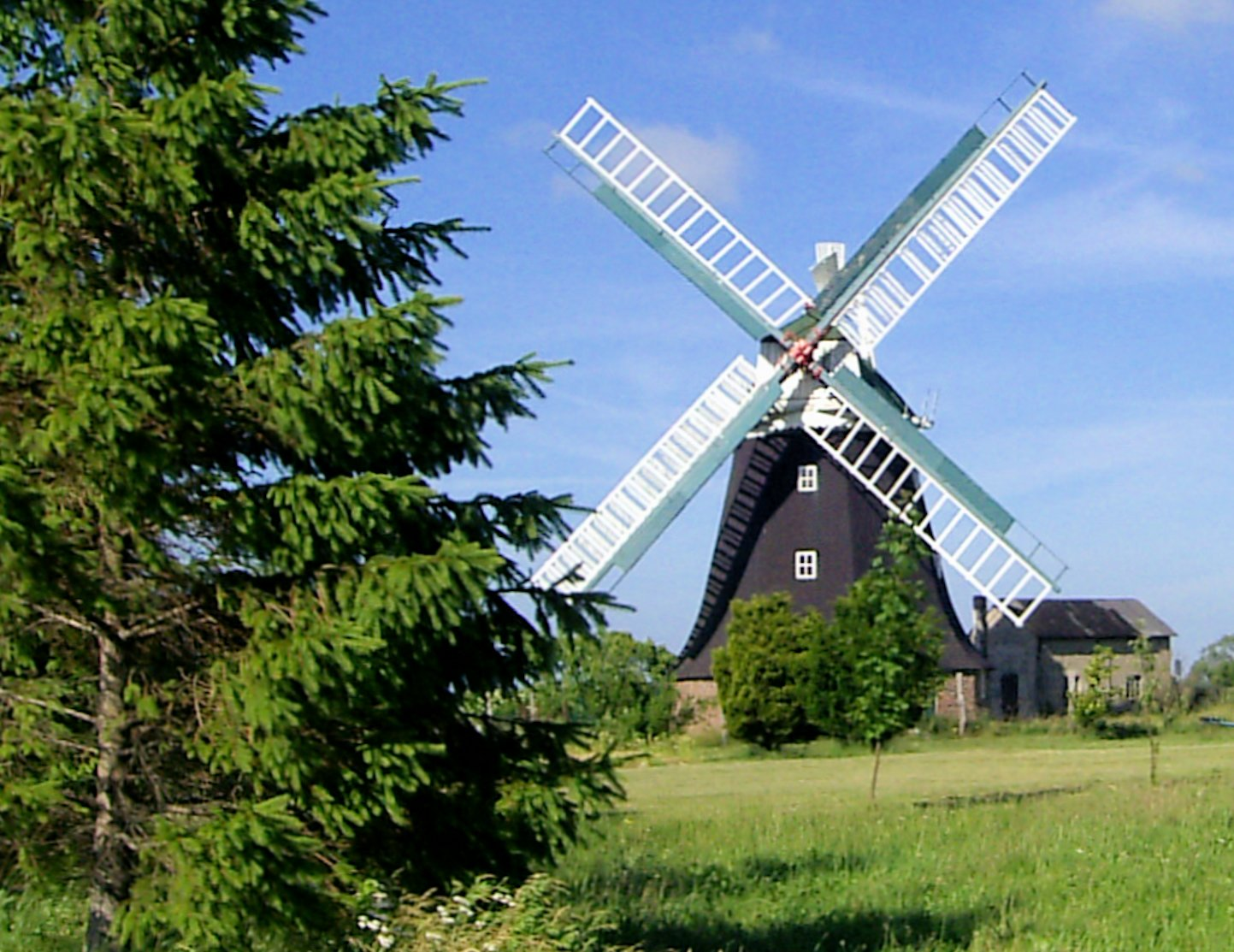
Holländerwindmühle Rövershagen

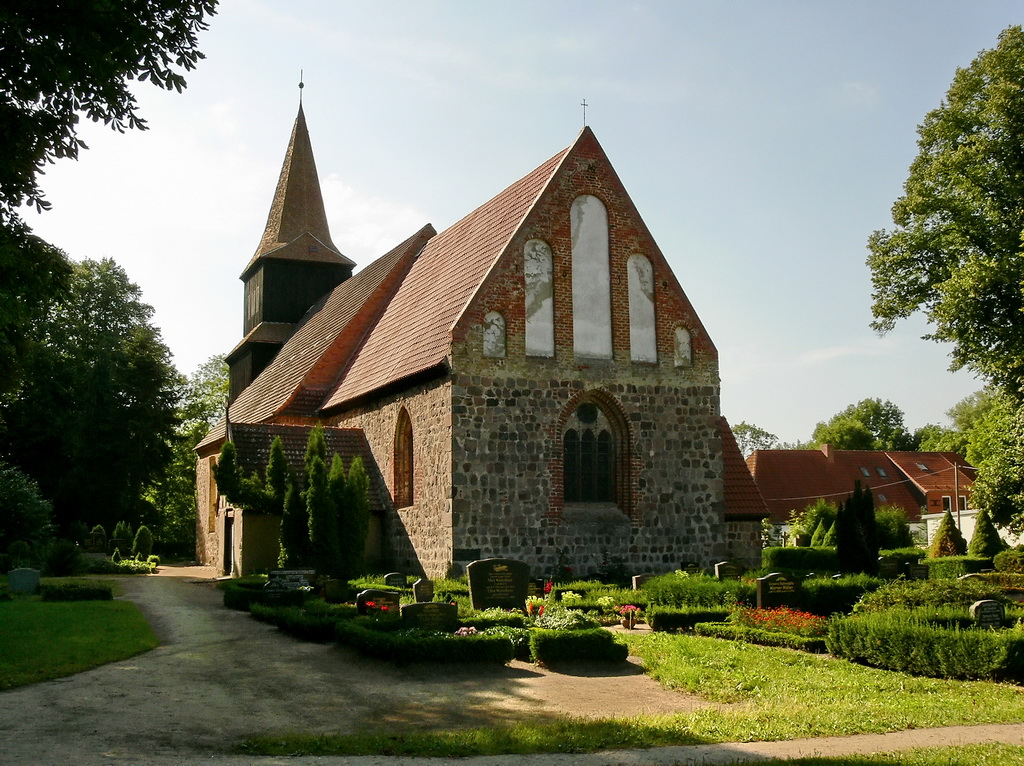
Dorfkirche Blankenhagen

Der Kreis Rostock-Land war ein Kreis im Bezirk Rostock in der DDR. Ab dem 17. Mai 1990 bestand er als Landkreis Rostock fort. Sein Gebiet gehört heute zum im Jahr 2011 neu gebildeten Landkreis Rostock in Mecklenburg-Vorpommern. Der Sitz der Kreisverwaltung befand sich in der Hansestadt Rostock, die selbst nicht dem Kreis angehörte.

## Geografie

### Lage
Das Kreisgebiet erstreckte sich von der Ostsee (zwei schmale Küstenabschnitte) über die Küstenwälder der Rostocker- bzw. Gelbsanderheide mit Mooren und Feuchtwiesen und das nordmecklenburgische Tiefland bis zu den Moränenbögen an Warnow, Kösterbeck und Recknitz. Der höchste Punkt des Kreises Rostock-Land war ein 66 m ü. NN erreichender Hügel in der so genannten Rostocker Schweiz.

### Größe und Einwohnerzahl
Die Fläche des Kreises betrug 691 km². Das waren 9,8 % der Fläche des Bezirks Rostock.
Die Einwohnerzahl betrug im Jahr 1985 etwa 38.000. Das waren 4,2 % der Einwohner des Bezirks. Die Bevölkerungsdichte belief sich auf 55 Einwohner je km².

### Nachbarkreise
Der Kreis Rostock-Land in der Mitte des Bezirkes Rostock umschloss im Osten, Süden und Westen fast vollständig den Stadtkreis Rostock und grenzte des Weiteren im Westen an den Kreis Bad Doberan, im Südwesten an den Kreis Bützow, im Süden an den Kreis Güstrow im Südosten an den Kreis Teterow sowie im Osten und Nordosten an den Kreis Ribnitz-Damgarten.

## Geschichte
Bereits 1921 bildete der Freistaat Mecklenburg das Amt Rostock(-Land) aus den Städten Marlow, Ribnitz, Sülze, und Tessin sowie aus den Domanialämtern Ribnitz und Toitenwinkel. 1925 kamen noch Gemeinden der aufgelösten Ämter Bützow und Doberan sowie des Amtes Güstrow hinzu. 1933 wurde das Amt  zum Kreis (1939 Landkreis) erhoben.
Der mecklenburgische Landkreis Rostock gehörte nach der Auflösung der Länder am 25. Juli 1952 dem neu gebildeten Bezirk Rostock an, der westliche Teil des Kreises fiel dabei an den neu entstandenen Kreis Bad Doberan, Gebiete im Osten des Kreises an den neuen Kreis Ribnitz-Damgarten. Am 1. Januar 1958 kamen die beiden Gemeinden Selpin und Wesselstorf aus dem Kreis Teterow im Bezirk Neubrandenburg zum Kreis Rostock-Land hinzu. Am 1. Januar 1960 kam die Gemeinde Hinrichsdorf aus dem Kreis an den Stadtkreis Rostock und 1978 folgte der Mönchhagener Ortsteil Jürgeshof.
Der Kreis kam am 3. Oktober 1990 in das neu gegründete Land Mecklenburg-Vorpommern innerhalb des Beitrittsgebietes zur Bundesrepublik Deutschland. Am 12. Juni 1994 wurde der Kreis (seit dem 17. Mai 1990 als Landkreis bezeichnet) aufgelöst und bildete bis zum Inkrafttreten der Kreisgebietsreform 2011 zusammen mit dem Altkreis Bad Doberan und dem Nordteil des aufgelösten Landkreises Bützow den Landkreis Bad Doberan.

## Wirtschaft und Infrastruktur
Im Kreis Rostock-Land dominierte die Landwirtschaft. Aus den LPGs kamen Zuckerrüben, Kartoffeln, Roggen und Gemüse sowie Milch, Eier und Fleisch. Die Produkte wurden zu einem großen Teil in der nahen Bezirksstadt Rostock verarbeitet. In der Gegend um Sanitz gab es Obstplantagen. Viele Einwohner der an Rostock angrenzenden Gemeinden arbeiteten in den Industriebetrieben der Hansestadt (unter anderem Werften, Maschinenbau). Einziger größerer Industriebetrieb im Kreis war das Mitte der 1980er Jahre entstandene Düngemittelwerk in Poppendorf. Das Ostseebad Graal-Müritz war – und ist bis heute – vom Tourismus geprägt.
Die Hauptverkehrsachsen im Kreis gingen sternförmig von Rostock aus. Die Autobahn Berlin-Rostock verlief ebenso durch das Gebiet des Kreises wie die F 105, die F 103 und die F 110. Parallel dazu führten die Bahnlinien aus Wismar, Schwerin, Berlin und Stralsund zum Bahnknotenpunkt Rostock. Die Nebenbahnen Rostock-Tessin und Rövershagen-Graal-Müritz waren von untergeordneter bzw. saisonaler Bedeutung.

## Städte und Gemeinden
Der Landkreis Rostock hatte am 3. Oktober 1990 41 Gemeinden, darunter eine Stadt:
- Bentwisch
- Blankenhagen
- Broderstorf
- Cammin
- Damm
- Dummerstorf
- Elmenhorst/Lichtenhagen
- Gelbensande
- Gnewitz
- Graal-Müritz
- Grammow
- Groß Lüsewitz
- Gubkow
- Kavelstorf
- Kessin
- Klein Kussewitz
- Kowalz
- Kritzmow
- Lambrechtshagen
- Lieblingshof
- Mandelshagen
- Mönchhagen
- Niekrenz
- Nustrow
- Papendorf
- Pölchow
- Poppendorf
- Prisannewitz
- Reppelin
- Roggentin
- Rövershagen
- Sanitz
- Selpin
- Stäbelow
- Steinfeld
- Stubbendorf
- Tessin, Stadt
- Thelkow
- Thulendorf
- Zarnewanz
- Ziesendorf

Ehemalige Gemeinden
- Allershagen, am 1. Januar 1957 zu Lambrechtshagen
- Bandelstorf, am 10. Oktober 1965 zu Dummerstorf
- Behnkenhagen, am 10. Oktober 1965 zu Rövershagen
- Buchholz, am 1. Januar 1974 zu Ziesendorf
- Ehmkendorf, am 1. Januar 1957 zu Stubbendorf
- Elmenhorst, am 1. Juli 1961 zu Elmenhorst-Lichtenhagen
- Fahrenholz, am 1. Januar 1960 zu Ziesendorf
- Groß Kussewitz, am 22. Juli 1961 zu Klein Kussewitz
- Groß Potrems, am 1. Januar 1974 zu Prisannewitz
- Groß Schwaß, am 1. Juli 1961 zu Kritzmow
- Groß Stove, am 1. Januar 1958 zu Papendorf
- Häschendorf, am 1. April 1959 zu Mönchhagen
- Hinrichsdorf, am 1. Januar 1960 zur Stadt Rostock
- Hohen Schwarfs, am 1. April 1959 zu Kessin
- Klingendorf, am 1. Januar 1957 zu Kavelstorf
- Lichtenhagen, am 1. Juli 1961 zu Elmenhorst-Lichtenhagen
- Niendorf, am 1. Januar 1957 zu Papendorf
- Niex, am 1. Januar 1957 zu Kavelstorf
- Pastow, am 1. Juli 1961 zu Broderstorf
- Petschow, am 10. Oktober 1965 zu Lieblingshof
- Schlage, am 1. Januar 1974 zu Dummerstorf
- Sievershagen, am 1. Juli 1961 zu Lambrechtshagen
- Sildemow, am 1. Januar 1974 zu Papendorf
- Teschendorf, am 1. Juli 1961 zu Broderstorf
- Teutendorf, am 10. Oktober 1965 zu Sanitz
- Vilz, am 1. Januar 1974 zu Selpin
- Vogtshagen, am 1. Januar 1979 zu Poppendorf
- Volkenshagen, am 22. Juli 1961 zu Klein Kussewitz
- Wendorf, am 22. Juli 1961 zu Reppelin
- Wesselstorf, am 1. Januar 1974 zu Selpin
- Willershagen, am 1. April 1959 zu Gelbensande
- Wilsen, am 1. Juli 1961 zu Stäbelow

## Kfz-Kennzeichen
Den Kraftfahrzeugen (mit Ausnahme der Motorräder) und Anhängern wurden von etwa 1974 bis Ende 1990 dreibuchstabige Unterscheidungszeichen, die mit den Buchstabenpaaren AH, AI, AJ, AK, AL und AM begannen, zugewiesen. Die letzte für Motorräder genutzte Kennzeichenserie war AV 00-01 bis AV 99-99.
Anfang 1991 erhielt der Landkreis das Unterscheidungszeichen ROS. Es wurde bis zum 11. Juni 1994 ausgegeben. Seit dem 18. März 2013 ist es im Landkreis Rostock erhältlich.